# فاليريا موراليس
فاليريا موراليس دلغادو (بالإسبانية: Valeria Morales Delgado) (من مواليد 2 يناير 1998) عارضة أزياء كولومبية وحاملة لقب ملكة جمال سابقة بعدما توجت بمسابقة ملكة جمال كولومبيا 2018 في 30 سبتمبر 2018. وقد مثلت بلدها كولومبيا في مسابقة ملكة جمال الكون 2018 في بانكوك ، تايلاند لكنها فشلت في الظهور في أفضل 20.

## روابط خارجية
- Official Miss Colombia website نسخة محفوظة 16 مايو 2008 على موقع واي باك مشين.